# UP! メガ・ヴィクセン
『UP! メガ・ヴィクセン』（原題: Up!）は、1976年に公開されたアメリカ合衆国のソフトコアセックスコメディ映画。ラス・メイヤー監督作品。

## ストーリー
アドルフ・シュワルツというナチスのヒトラーに似た男が、カリフォルニア州北部の城に住んでいたが、乱交騒ぎの後に何者かに殺される。

## キャスト
- レイヴン・デ・ラ・クロワ：マーゴ・ウィンチェスター
- エドワード・シャキーフ：アドルフ・シュワルツ
- ロバート・マクレーン：ポール
- キトゥン・ナティビダッド：ギリシャ合唱団
- ジャネット・ウッド：リル・アリス